# Fort Cavazos
Fort Cavazos, innan 2023 Fort Hood, är en militär anläggning tillhörande USA:s armé i huvudsakligen i Bell County i delstaten Texas, USA. Den ligger utanför staden Killeen ungefär halvvägs mellan Waco och Austin. Fort Hood är en av den amerikanska arméns största anläggningar mätt i antalet soldater som är baserade där och innan Sovjetunionens sammanbrott var Fort Hood den största militärbasen i västvärlden.
Basen var uppkallad efter John Bell Hood som var general i Sydstatsarmén under det amerikanska inbördeskriget, ett faktum som efter 2020 ansågs som kontroversiellt. Därför ändrades namnet så att basen istället uppkallades efter Richard E. Cavazos 1929-2017, som framgångsrikt lett Amerikas styrkor under 33 år, den 9 maj 2023.

## Bakgrund
Fort Hood togs i bruk 1942 under andra världskriget för utprovning och utbildning av förband med pansarvärnskanonvagnar vilket områdets stora öppna ytor på 730 kvadratkilometer lämpade sig väl för. Efter krigsslutet och fram till slutet av det kalla kriget så var huvudfokuset på Fort Hood stridsvagnar. 
Elvis Presley genomgick utbildning på Fort Hood under 1958 som besättningsman på stridsvagn.
Sedan 1971 finns ett museum på Fort Hood tillägnat 1st Cavalry Division och dess långa historia från hästburet kavalleri till kombinerade vapen som inkluderar mekaniserat infanteri och medevac med helikopter.
En masskjutning ägde rum den 5 november 2009 som dödade 13 personer och skadade ytterligare 30 personer. Gärningsmannen av var major Nidal Malik Hasan som tjänstgjorde i USA:s armé som psykiater och som hade haft kontakt med den islamistiske imamen Anwar al-Awlaki innan dådet. Hasan dömdes till döden av en militärdomstol och inväntar dödsstraff på United States Disciplinary Barracks i Fort Leavenworth, Kansas.
Namngivningskommissionen som inrättades i och med 2021 års National Defense Authorization Act, för att ta bort hyllningar av Sydstaterna från anläggningar i USA:s försvarsdepartement, har under 2022 föreslagit ett namnbyte på basen till Fort Cavazos.

## Verksamhet

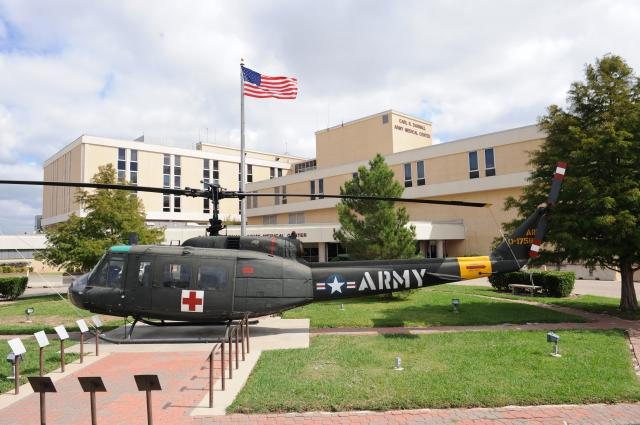
Militärsjukhuset Carl R. Darnall Army Medical Center.

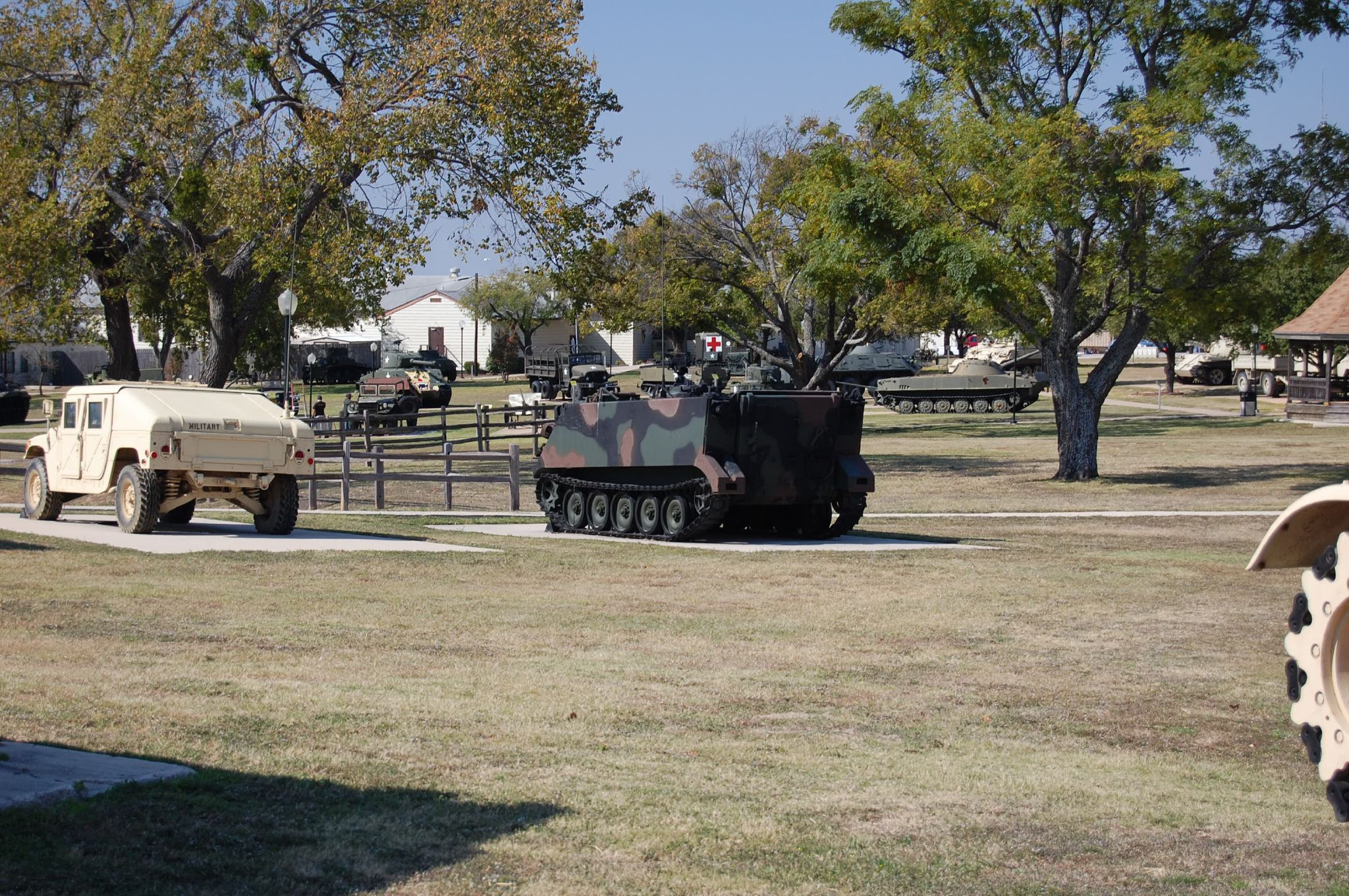
Fordon uppställda vid 1st Cavalry Division Museum inne på Fort Hood.

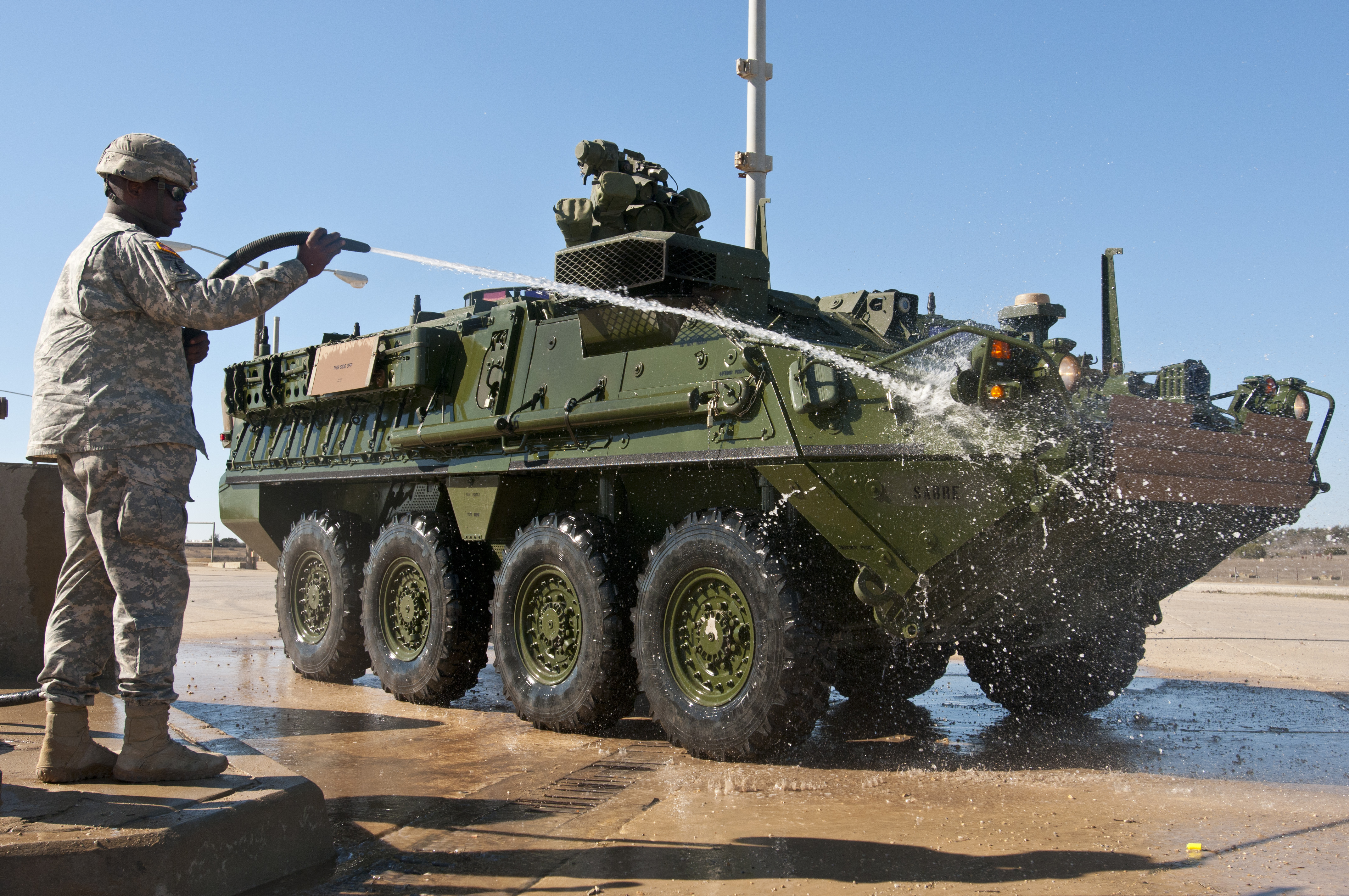
Tvätt av en Stryker från 3rd Cavalry Regiment.

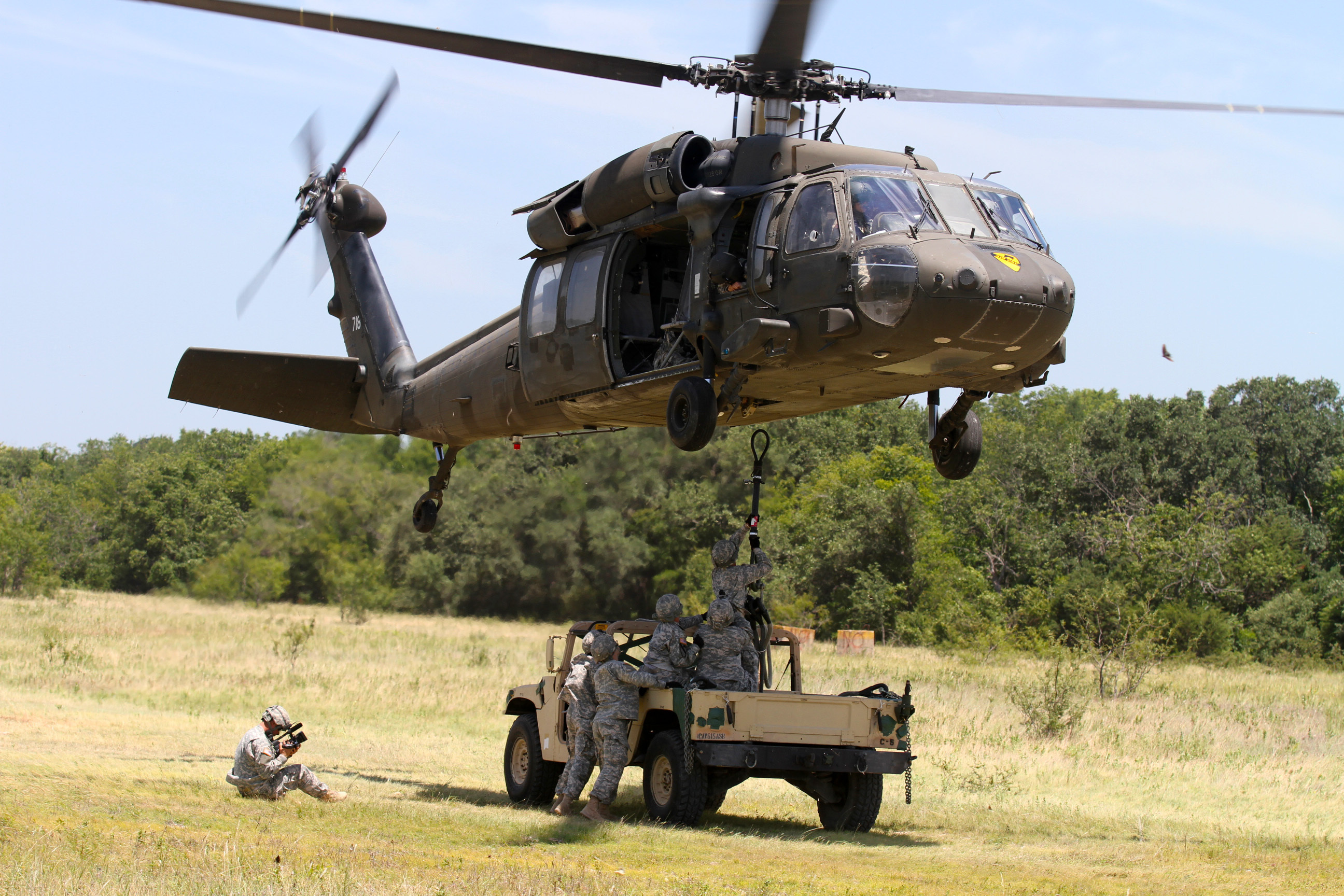
En HMMWV krokas fast under en UH-60 Black Hawk.

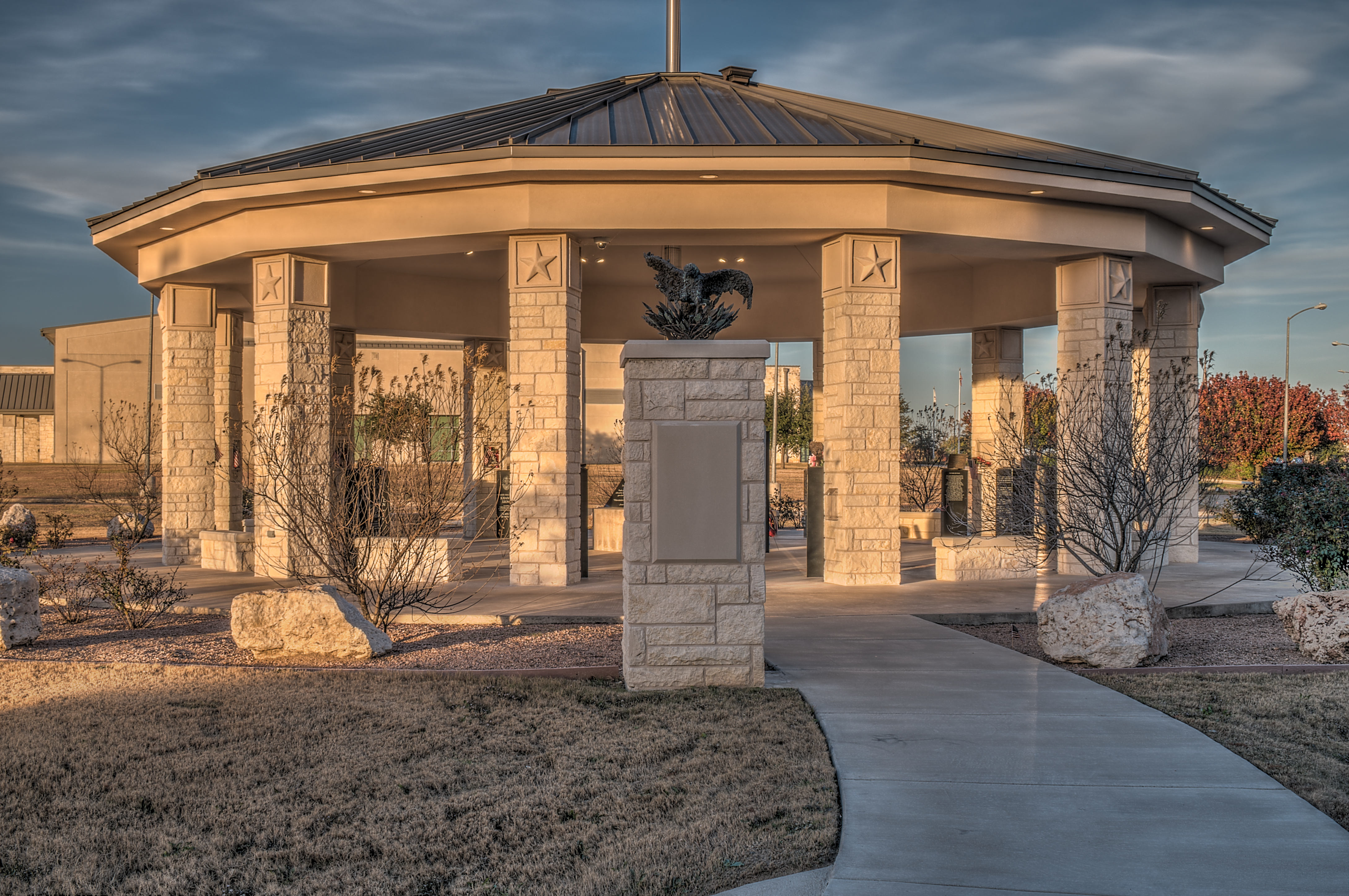
Minnesmärke som satts upp efter masskjutningen 2009.

Följande större förband har Fort Hood som högkvarter och förläggningsort.
| Symbol | Namn                                     | Typ                               | Notering                                          |
|        | III Corps                                | armékår                           |                                                   |
|        | First Army Division West                 | armédivision                      | Ingår i First United States Army (armékår)        |
|        | 1st Cavalry Division                     | armédivision                      | Ingår i III Corps                                 |
|        | 1st Medical Brigade                      | brigad (sjukvårdsförband)         | Ingår i United States Army Medical Command        |
|        | 11th Signal Brigade                      | brigad (signaltrupper)            | Ingår i III Corps                                 |
|        | 13th Sustainment Command (Expeditionary) | brigad (trängtrupper)             | Ingår i III Corps                                 |
|        | 36th Engineer Brigade                    | brigad (ingenjörstrupper)         | Ingår i III Corps                                 |
|        | 48th Chemical Brigade                    | brigad (CBRN-krigföring)          | 20th CBRNE Command                                |
|        | 69th Air Defense Artillery Brigade       | brigad (luftvärn)                 | Ingår i 32nd Army Air and Missile Defense Command |
|        | 89th Military Police Brigade             | brigad (militärpolis)             | Ingår i III Corps                                 |
|        | 504th Military Intelligence Brigade      | brigad (underrättelsetjänst)      | Ingår i III Corps                                 |
|        | 3rd Cavalry Regiment                     | regemente (mekaniserat infanteri) | Ingår i III Corps                                 |